# Concavenator
Concavenator is een vleesetend geslacht van theropode dinosauriërs dat ruim 125 miljoen jaar geleden tijdens het vroege Krijt leefde in het gebied van het huidige Spanje. De typesoort is Concavenator corcovatus.

## Naamgeving
Concavenator corcovatus werd in 2010 benoemd en beschreven door de paleontoloog Francisco Ortega van de Universidad Nacional de Educación a Distancia in Madrid, Fernando Escaso en professor José Luis Sanz van de Universidad Autónoma de Madrid. De naam van het geslacht is afgeleid van Conca, de Latijnse naam voor de Spaanse provincie en vindplaats Cuenca, en venator, Latijn voor "jager". De soortaanduiding betekent "gebocheld" in het Latijn en refereert aan de bult op de rug van de dinosauriër. Tijdens het onderzoek droeg het specimen de bijnaam "Pepito".

## Vondst

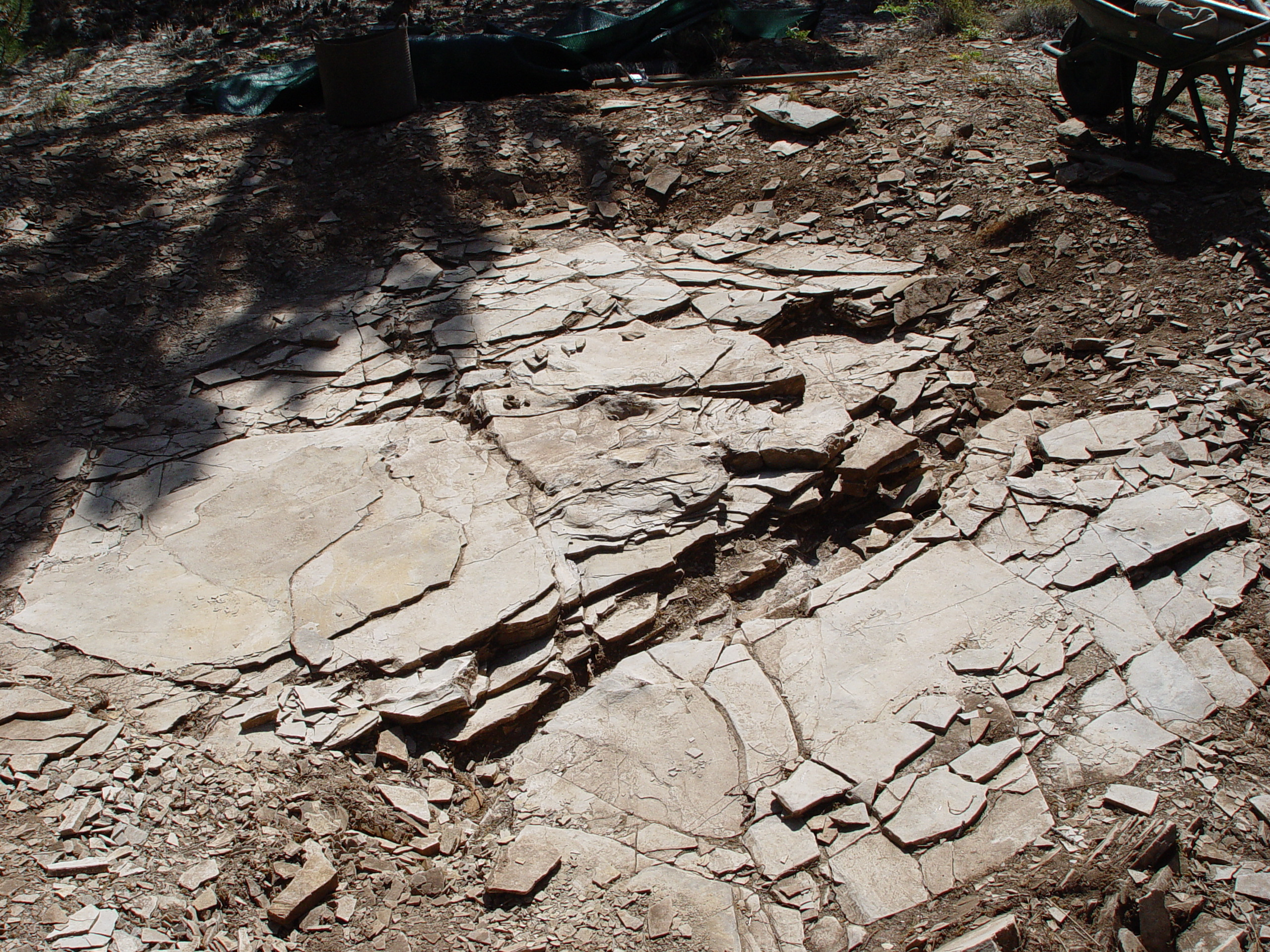
De vindplaats, met de dunne kalklaagjes

Het fossiel, holotype MCCM-LH 6666 (Museo de las Ciencias de Castilla-La Mancha), is in 2003 door een team van Ortega in de Serranía de Cuenca bij het plaatsje La Cierva gevonden op het Spaanse plateau Las Hoyas, in een laag van de Calizas de La Huérguina-formatie die dateert uit het Barremien. Meer precies gebeurde dit in het Moon Green-kwadrant van de vindplaats. Het gebied was tijdens het Vroege Krijt waarschijnlijk een subtropisch moerasgebied wat een zogenaamde Konservat-Lagerstätte opleverde, afzettingen met een uitzonderlijk goede conservering van resten van dieren en planten. Het fossiel bestaat uit een vrijwel compleet in verband liggend skelet dat licht samengedrukt is op een plaat. Het is vermoedelijk in een ondiepe poel terechtgekomen aan de oever van een meer met een hoog gehalte aan calciumcarbonaat en daar, snel bedekt door bacteriële matten, helemaal verkalkt. Eerst dehydrateerde het karkas echter binnen ongeveer een week waarbij de helft van het gewicht verloren ging. Daaruit werd geconcludeerd dat het pas daarna door watertransport in de poel gespoeld werd, vermoedelijk bij een geleidelijke verhoging van de waterstand die het karkas weinig beschadigde. Het werd, op de linkerzijde liggend onder zijn eigen gewicht naar beneden gezonken, door een soort plastische rubberen mat aan bacteriën opgevangen waarvan de kalkcomponent uiteindelijk in de botten drong. De meeste fossielen uit Las Hoyas zijn veel kleiner en het holotype van Concavenator is verreweg het grootste exemplaar dat zo behouden is. Het omvat nog 94,1% van de skeletelementen en 51,52% ligt nog perfect in de oorspronkelijke anatomische positie.
De goede conservering heeft ertoe geleid dat ook van de weke delen iets bewaard is gebleven, waaronder huidafdrukken, afdrukken van de spieren, een silhouet van de lichaamsomtrek en zelfs de halfverteerde resten van zijn laatste maal: een twintigtal wervels van een andere roofsauriër. De spieren maken 37,28% uit van de waarneembare contouren van de weke delen. Van de beenderen is de belangrijkste lacune het ontbreken van de linkerarm; verder is de linkerachterpoot fragmentarisch en is het achterhoofd vernietigd door een graafwerktuig. Het heeft ruim twee jaar geduurd om het fossiel te prepareren, de meest complete uitgestorven theropode die ooit op het Iberisch Schiereiland is aangetroffen en de grootste uit de formatie.
In 2018 werd de schedel meer in detail beschreven en in een opvolgende studie datzelfde jaar de ledematen. Deze beschrijvingen waren ten dele gebaseerd op een dissertatie uit 2018 van Elena Cuesta Fidalgo. Zij bestudeerde het fossiel met ultravioletfotografie waarover ze al in 2015 en 2016 publiceerde, vooral de schubben van de voeten behandelend.

## Beschrijving

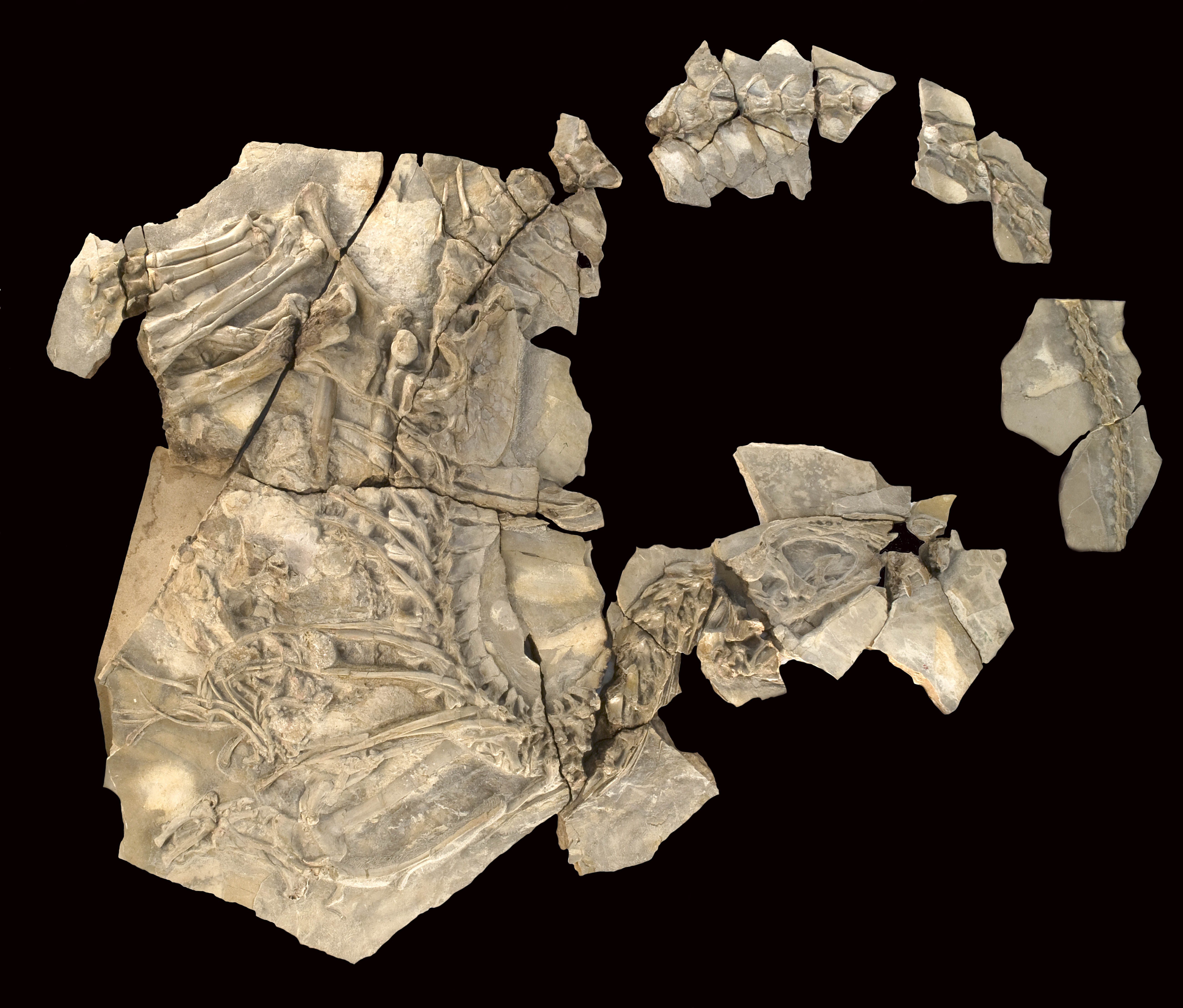
Het holotype na preparatie

### Grootte en onderscheidende kenmerken
Door de goede conservering biedt het holotype van Concavenator een schat aan informatie over de details van zijn lichaamsbouw. Hierdoor zal hij een van de best bekende grotere theropoden worden. De beschrijving in het benoemende artikel is echter slechts voorlopig omdat het blad Nature waarin het gepubliceerd werd, door ruimtegebrek strenge beperkingen stelt aan de lengte van de publicatie. Om redenen van prestige en de impactfactor is toch voor dit zeer gerenommeerde tijdschrift gekozen.

De grootte vergeleken met die van een mens

Concavenator is een middelgrote roofsauriër, van neus tot het puntje van de staart gemeten ongeveer zes meter lang. In 2016 kwam Gregory S. Paul met een iets lagere schatting van vijf meter. Het gewicht schatte hij op 320 kilogram. In 2018 schatte Cuesta-Fidalgo het gewicht op 441,83 kilogram.
In 2010 werd een aantal onderscheidende kenmerken aangegeven die achteraf echter niet uniek bleken te zijn. In 2018 stelde men in de eerste publicatie van dat jaar drie unieke kenmerken van de schedel vast. De insparingen in het neusbeen zijn verbonden door een systeem van groeven. De achterste uitholling rond het neusgat is meer langwerpig en scherp dan bij andere Allosauroidea. De bult boven de oogkas is hoger en onderaan meer afgerond dan bij andere Carcharodontosauridae.
In de tweede publicatie werden vier onderscheidende kenmerken van de ledematen aangegeven. Het betreft autapomorfieën, unieke afgeleide eigenschappen, binnen de Carcharodontosauridae. De deltopectorale kam van het opperarmbeen is vooraan laag. De processus olecrani is kort ten opzichte van de schachtlengte van de ellepijp. Het derde kootje van de derde vinger is even lang als het eerste en tweede kootje samen. De onderste haak van het voorblad van het darmbeen is gebogen maar niet uitstekend.

### Skelet

#### Schedel
De schedel, die bij het specimen enigszins gefragmenteerd is waardoor het aantal tandposities niet exact bepaald kan worden, is ongeveer een halve meter lang en langgerekt met een licht gebold profiel dat uitloopt in een afgeronde verhoging iets vóór de oogkas. De schedel mist de zware versterkingen van latere carcharodontosauriden zoals een ornamentering van het bovenkaaksbeen en jukbeen en vergroeiing van traanbeen en prefrontale. Bij het neusgat is er een diepe hoge fossa aan de bovenste voorrand, die de praemaxilla diep uitholt; de uitholling voor onderaan is echter opvallend smal. De richel boven de fossa is dik en sterk opstaand, die onder de fossa lager De schedelopening vóór de oogkas, de fenestra antorbitalis, is erg groot, met een duidelijke horizontale richel aan de onderzijde, en achteraan niet afhangend. Bij het bovenkaaksbeen liggen de vier aderkanalen boven de lip niet in een horizontale groeve. De opgaande tak van het bovenkaaksbeen heeft een inkeping in de bovenste buitenwand. De fenestra maxillaris, aan de voorrand van de fenestra antorbitalis, is groot, ovaal en diep, met een zijwaarts gerichte opening. Een half bewaard klein foramen zou de fenestra promaxillaris kunnen zijn. Het neusbeen heeft een ruwe zijrand. Onder deze zijrand bevindt zich een horizontale reeks van vier uithollingen waarvan de achterste drie verbonden zijn door een groeve. De openingen van deze uithollingen zijn zijwaarts gericht, niet schuin naar beneden. Het traanbeen is L-vormig. De voorrand van de neergaande tak van het traanbeen heeft een diepe trog tussen de binnenwand en buitenwand. De buitenwand steekt onderaan meer naar voren, de fossa van de fenestra antorbitalis kruisend op de middelste hoogte van de neergaande tak, niet erboven zoals in 2010 beschreven. De bovenkant van het traanbeen is achteraan gebogen. De bovenrand draagt een ruwe rechthoekige hoorn die echter niet erg hoog is en ook niet ver naar achteren uitsteekt. Anders dan in 2010 gesteld bevindt zich onder de hoorn een pneumatische uitholling; deze is ovaal en zelfs vrij groot. Daarnaast heeft de neergaande tak twee pneumatische foramina. Deze tak heeft geen echte processus intraorbitalis maar wel meer intern een klein uitsteekseltje in de oogkas. De voorhoofdsbeenderen, bovenop vlak, zijn achteraan vergroeid met de wandbeenderen. Er bevindt zich een kleine groeve bij het raakvlak tussen prefrontale en postorbitale. Het prefrontale wordt door het traanbeen weggedrongen van de oogkas. Het postorbitale heeft een robuuste ruwe hoge rechthoekige bult, vlak achter het traanbeen. De bult steekt ver zijwaarts uit boven de oogkas, is bovenaan hoekig en onderaan afgerond. Bovenaan is een beennaad zichtbaar, een aanwijzing dat het palpebrale in de structuur is opgenomen zoals ook voor verwanten is verondersteld. De neergaande tak van het postorbitale heeft aan de voorrand een vrij hoog en afgerond uitsteeksel dat de oogkas sleutelvormig maakt. Het oog bevond zich boven het uitsteeksel. Anders dan in 2010 gesteld, loopt de voorste tak van het jukbeen tot onder de fenestra antorbitalis door en scheidt bovenkaaksbeen van traanbeen. Het jukbeen heeft een rechte onderrand en mist een opvallende horizontale richel.
De tanden zijn vrij groot en hebben de gebruikelijke dolkvorm met een zijdelingse afplatting. De maxillaire tanden hebben rimpels in het email, in een mate die bij veel theropoden voorkomt, niet zo sterk als bij latere carcharodontosauriden. De tanden hebben drie beitelvormige vertandingen per strekkende millimeter.
De onderkaken zijn vrij plat en de lange tanden in de bovenkaak steken tot onder de onderkaaklijn uit. De onderkaak heeft vooraan geen "kin". Ook bij de onderkaak kan het aantal tanden niet bepaald worden. Het dentarium is glad aan de buitenzijde. Het zijgewricht is beweeglijk, zonder verstijving onderaan.

#### Postcrania

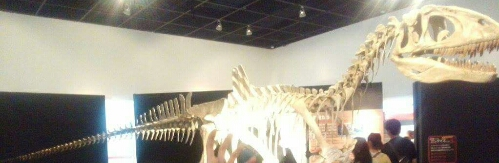
Een skeletmodel

De wervelkolom bestaat vermoedelijk uit tien halswervels, dertien ruggenwervels, vijf sacrale wervels en minstens negenendertig staartwervels. Het totaal in de staart moet ruim boven de veertig hebben gelegen. De mate van pneumatisering van de wervels is lastig vast te stellen door de samendrukking van het fossiel.
In de nek heeft de atlas, de eerste halswervel, een lange en smalle epipofyse, uitsteeksel op de basis van het achterste gewrichtsuitsteeksel, verschillend van de korte epipofyse van Allosaurus en de brede van Saurophaganax. Bij de tweede halswervel, de draaier, is het doornuitsteeksel overdwars afgeplat, anders dan bij Mapusaurus en Giganotosaurus. Het loopt taps toe, wat weer afwijkt van de balkvormige punt bij Allosaurus.
Het meest opvallende kenmerk van Concavenator is dat hij een kam op de rug draagt. Zo'n structuur is ook van sommige andere theropoden bekend maar beslaat dan — met mogelijke uitzondering van de slechts gedeeltelijk bekende Becklespinax — altijd een groot deel van de rug. Bij Concavenator echter zijn alleen de elfde en twaalfde lendenwervel verlengd doordat de doornuitsteeksels vier- tot vijfmaal zo ver uitstaken als die van de andere ruggenwervels, tot een hoogte van zo'n veertig centimeter. Deze spinae sluiten in dit geval nauw bij elkaar aan. De tiende wervel heeft een licht verlengd uitsteeksel waarvan het profiel echter naar achteren verhoogd is zodat toch nog in zekere mate een geleidelijke overgang gevormd wordt. Bij de zes sacrale wervels van het bekken, de dertiende wervel en verder, zijn de doornuitsteeksels echter zeer plat. Dit resulteert in een smalle maar hoge kam vlak voor de heup. Bij de voorste staartwervels beginnen de uitsteeksels weer sterk te verlengen wat een lagere secundaire staartkam oplevert. De functie van de rugkam is onduidelijk. De beschrijvers gaven verschillende mogelijkheden aan waaronder de opslag van vet en een rol in de thermoregulering. Het waarschijnlijkst achtten zij en in een commentaar ook Paul Sereno het gebruik als signaal binnen de soort: om mee te dreigen bij territoriumgevechten, te baltsen of misschien om leeftijd dan wel geslacht mee aan te geven. Omdat er maar één exemplaar bekend is, valt dat laatste echter moeilijk te bewijzen. Voor de temperatuursregeling was de kam vermoedelijk geen speciale aanpassing daar er geen spoor is van een vergroot stelsel van bloedvaten in het bot. Een unieke afgeleide eigenschap, of autapomorfie, van Concavenator is verder dat de elfde en twaalfde wervel extra richels hebben boven op het midden van de basis van de zijuitsteeksels.

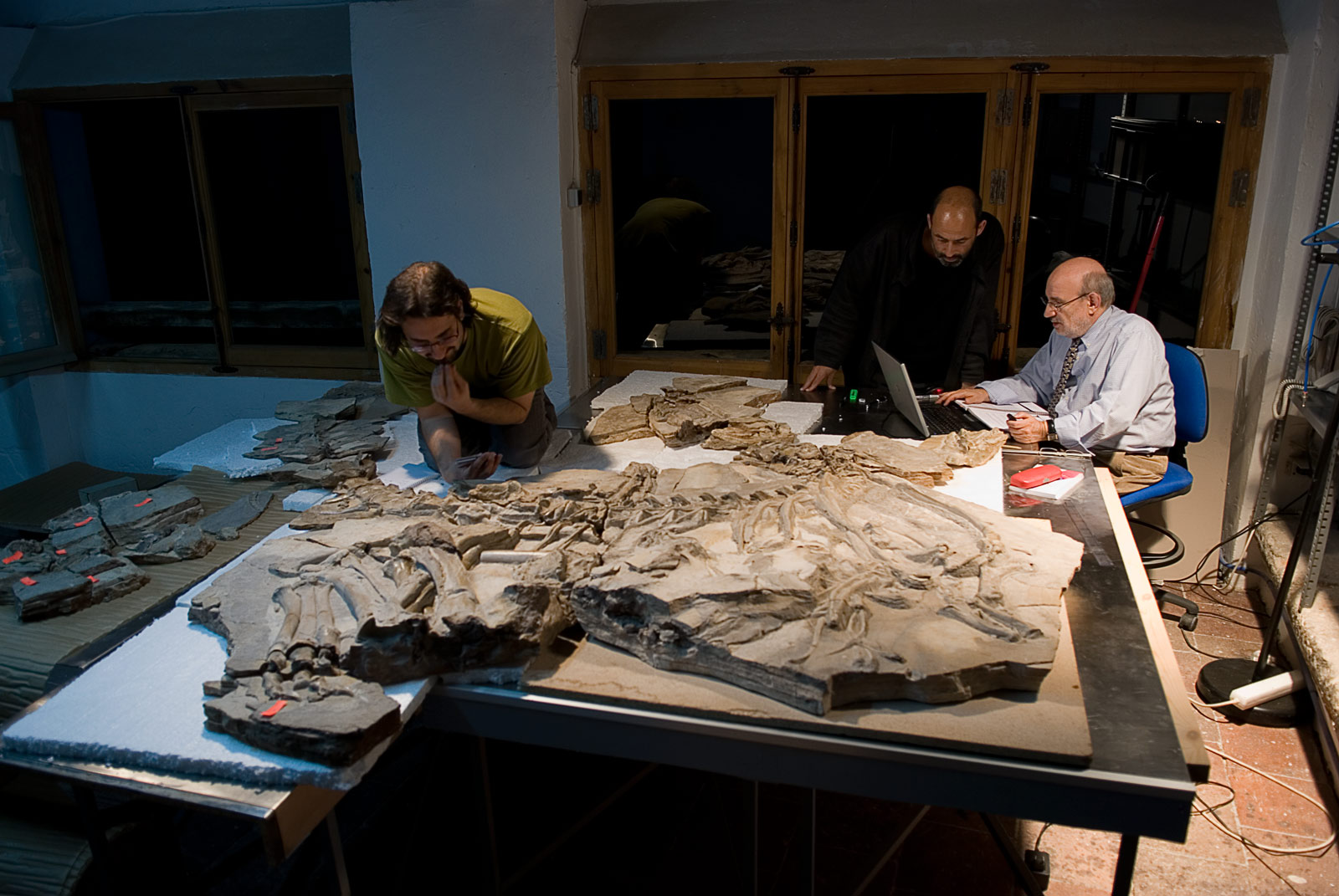
De beschrijvers bij een poging de botten en afdrukken van Pepito te identificeren. Van links naar rechts: Escaso, Ortega en Sanz

Hoewel het lichaam elegant gebouwd is, als van een snelle jager, zijn de ledematen tamelijk robuust. Het linkerschouderblad heeft een lengte van 445 millimeter. Het schouderblad is tamelijk slank, met een kromming naar voren maar een vrij constante breedte. Het bovenste uiteinde is iets naar voren verbreed en is dun en ovaal overdwars. Er bevindt zich een plotse inkeping tussen het schoudergewricht en het achterste uitsteeksel van het ravenbeksbeen, een basaal kenmerk. Het ravenbeksbeen wordt in het midden doorboord door een ovaal foramen coracoideum. Er is een vorkbeen gevonden. De uiteinden daarvan lopen taps toe met een klein facet op de onderzijde waarmee ze op de processus acromiales van de schouderbladen rusten.
Het rechteropperarmbeen is 226 millimeter lang en stevig gebouwd. De kop van het opperarmbeen is ovaal in dwarsdoorsnede, overlopend in een krachtige driehoekige binnenhoek van het boveneinde. De hoek wijst naar beneden als het bot verticaal gehouden wordt. Net als bij Acrocanthosaurus bevindt zich in de bovenzijde van de kop een lengtegroeve. De beschrijvers uit 2018 vroegen zich af of dit geen synapomorfie, gedeelde nieuwe eigenschap, van de Carcharodontosauridae kon zijn; bij de meeste fossielen van die groep kan dit kenmerk niet gecheckt worden. Het opperarmbeen is, hoewel sterk gebogen in zijaanzicht, in vooraanzicht recht in plaats van golvend, anders dan bij Allosaurus en Acrocanthosaurus. De groeve boven de binnenste uiterste gewrichtsknobbel, een uitholling die de aanhechting is voor de musculus brachialis, is zwak ontwikkeld.
De onderarm is kort maar stevig met een lengte voor de ellepijp van zeventien centimeter, voor het spaakbeen van 146 millimeter. Terwijl in 2010 nog gesteld werd dat de processus olecrani van de ellepijp uitzonderlijk uitstak, moest in 2018 geconcludeerd worden dat deze hefboom die de onderarm doet strekken in feite relatief kort is. Het uitsteeksel is op het gewrichtsvlak bezien ovaal in omtrek en mist een verticale kam op de achterzijde. De buitenste kam van het bovenvlak is goed ontwikkeld maar loopt slechts kort door richting pols. De zijde aan de kant van het spaakbeen heeft evenwijdige lengtegroeven. De voorste kam, het driehoekige coronoïde uitsteeksel, is matig groot. De schacht is recht in vooraanzicht maar naar voren gebogen in zijaanzicht, anders dan bij Allosaurus en Acrocanthosaurus. De achterste buitenzijde heeft een reeks bulten op een lage lengterichel. De bovenste drie staan zes millimeter van elkaar af, de vierde wordt daarvan gescheiden door 10,6 millimeter en het hiaat met de onderste is 16,7 millimeter. Het onderste uiteinde is vierkant en licht verbreed. Bij het spaakbeen is het onderste uiteinde driehoekig en relatief breed in zijaanzicht. Twee ovale botjes zijn gevonden, de onderste eerste en tweede carpalia.
Het eerste middenhandsbeen is kort met een trog over de volle lengte naar de zeer goed ontwikkelde onderste gewrichtsknobbels waarvan de buitenste de grootste is, wat de eerste vinger moet hebben doen afstaan. Daarvan is overigens alleen het bovenstuk van het eerste kootje bewaard. Het tweede middenhandsbeen is het langste en het grootste. Ook het derde middenhandsbeen heeft goed ontwikkelde gewrichtsknobbels. De vingers zijn matig lang. De klauwen hebben een hoge basis en zijn vrij kort, met een forse bult voor de aanhechting van de pees van de krommende spier. De tweede handklauw is krommer en een stuk groter dan de derde. De formule van de vingerkootjes was vermoedelijk 2-3-4-0-0.
Het dijbeen is fors; het linker heeft een lengte van 56 centimeter. Geen van de scheenbeenderen is volledig bewaard gebleven maar de resten wijzen op een vrij lang onderbeen. De drie dragende middenvoetsbeenderen hebben van binnen naar buiten een lengte van respectievelijk 24, 28 en 25 centimeter. De heuphoogte van het dier moet ongeveer anderhalve meter hebben bedragen.

### Weke delen

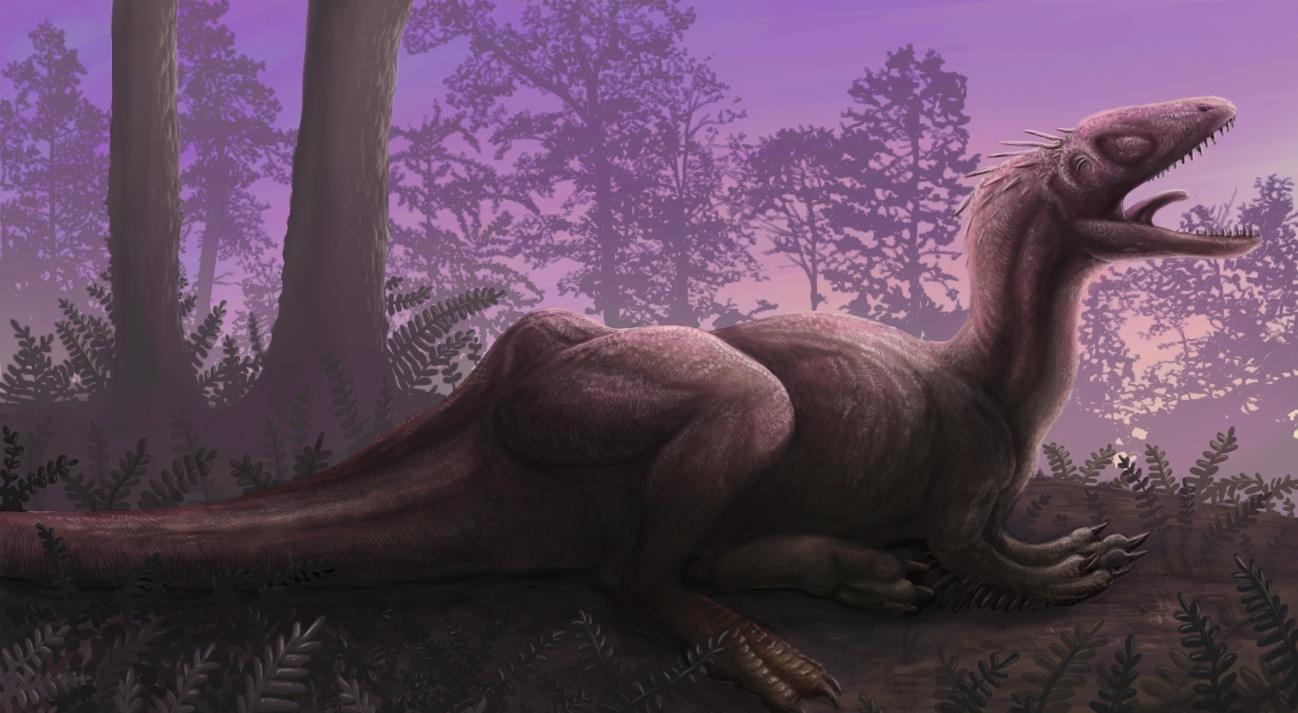
Concavenator gebruikte de kam misschien voor de temperatuurregeling

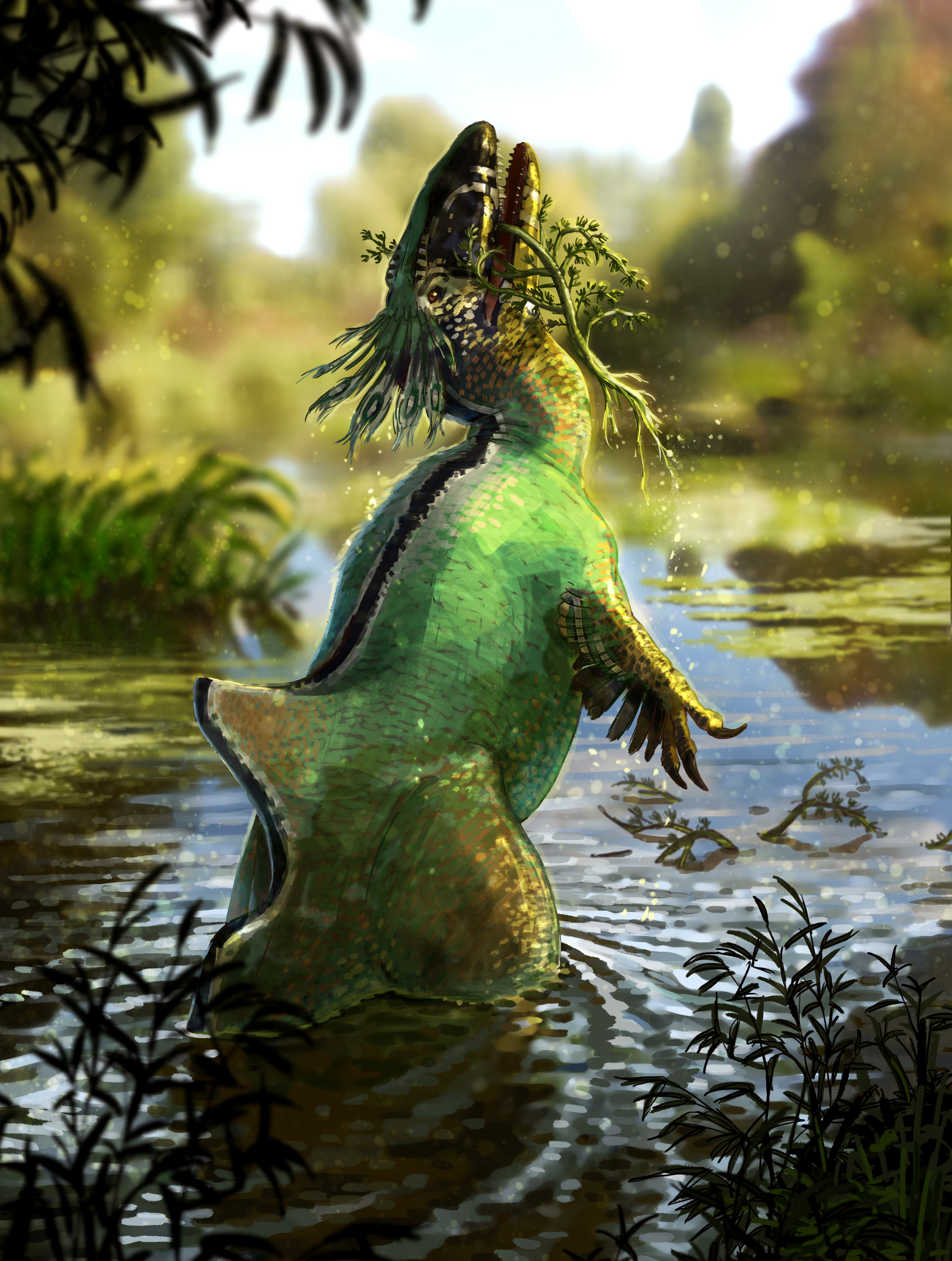
Ook een vleeseter at weleens planten

Concavenator heeft een tweede opmerkelijk kenmerk: op de schacht van de ellepijp, het buitenste bot in de onderarm, bevindt zich een richel in de lengterichting die vijf kleine knobbels draagt op onregelmatige afstand. Bij de vogels dient een soortgelijke structuur, maar dan met meer knobbels en regelmatiger geplaatst, voor de aanhechting van de slagpennen. Dergelijke quill knobs hebben bij Velociraptor en Avimimus geleid tot de conclusie dat die soorten korte vleugels aan de armen droegen met echte veren. Er werd al gespeculeerd dat bij grote theropoden, waarvan de jongen om warm te blijven bedekt waren met een verenkleed, bij de groei de veren op de arm bewaard bleven om mee te pronken. Deze vondst lijkt een bevestiging van deze hypothese. De beschrijvers hebben echter niet zo'n vergaande conclusie durven trekken. Ze beperkten zich voorzichtig tot de vaststelling dat de knobbels althans duiden op follikels waaruit een of andere vorm van lichaamsbedekking groeide en stelden dat het waarschijnlijkst was dat die slechts bestond uit een haarachtige structuur. Ook bij basale leden van de groep van de Coelurosauria — waartoe ook de vogels behoren — zijn zulke haarachtige veren aangetroffen. Aangezien Concavenator zich vermoedelijk nog dieper in de stamboom bevindt als lid van de Allosauroidea was de simpelste verklaring dat hij geen echte veren bezat maar slechts grote haren aan de arm droeg. Op de interpretatie als veerdragende structuur is ook kritiek gekomen. Bij de vogels ligt de richel aan de achterzijde terwijl hij bij Concavenator meer aan de zijkant van de schacht ligt waar hij bedekt zou worden door dikke spierlagen. De richel zou ook de aanhechting kunnen zijn voor verbindend weefsel tussen twee spieren, wellicht de Musculus flexor digitorum profundus en de Musculus adductor pollicis longus of anders de Musculus flexor ulnaris en de Musculus extensor carpi radialis brevis waarvan de grens bij de huidige Alligator op precies deze positie ligt. Dit verklaart echter weer niet de puntige knobbels. In 2015 stelden de Spaanse onderzoekers dat volgens hun reconstructie van het spierstelsel de richel niet met een grens tussen spieren overeenkomt.

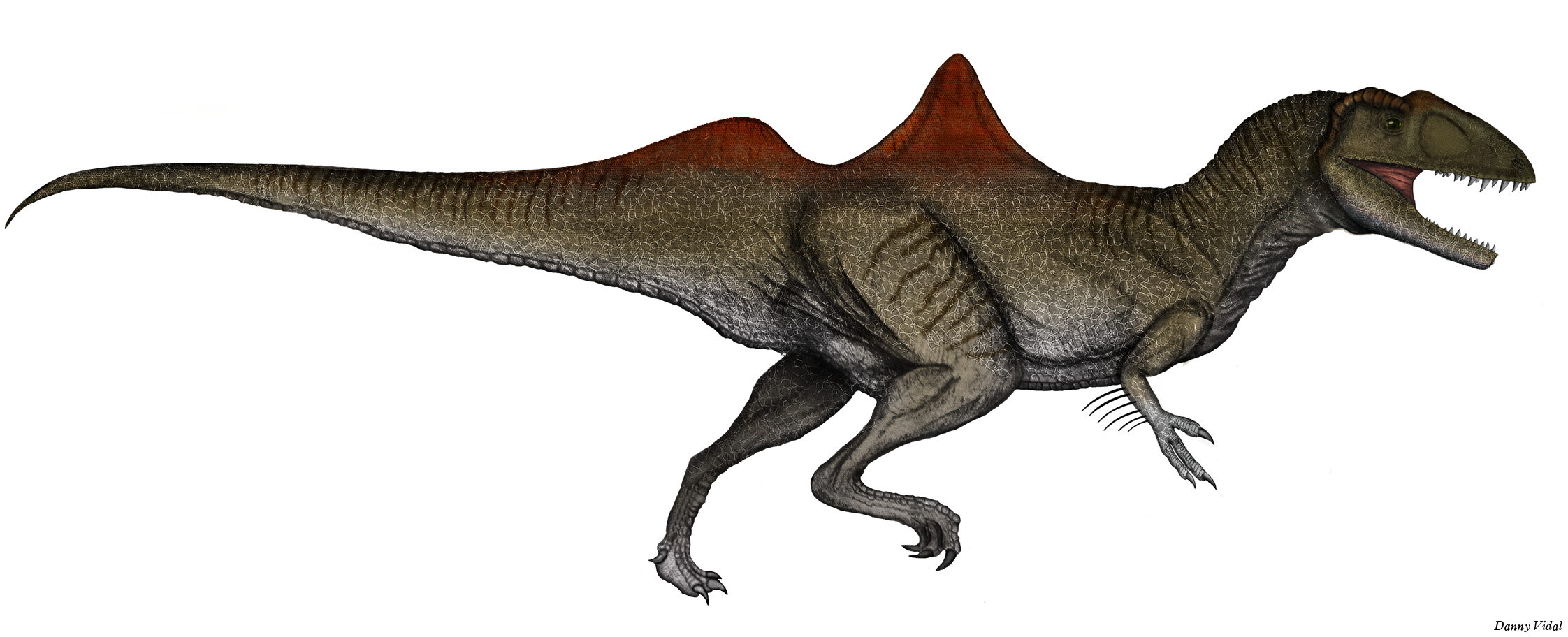
De functie van kammen en armstekels is wat raadselachtig

Als Concavenator inderdaad tot de Allosauroidea behoort, dan moet de oorsprong van de veerstructuren waarschijnlijk gezocht worden bij de gemeenschappelijke voorouder van de groep waartoe de Coelurosauria en Allosauroidea beide behoren, de Neotetanurae, wat hun eerste voorkomen terugbrengt tot minstens het Midden-Jura. Er zijn dergelijke haarachtige structuren echter ook gevonden bij leden van de Ornithischia, de tweede hoofdtak van de dinosauriërs naast de Saurischia waartoe de theropoden behoren. Zijn de haren homoloog dan hadden in beginsel alle dinosauriërs een lichaamsbedekking en is het vaststellen ervan bij Concavenator slechts een volgende stap in een voortgaande reeks ontdekkingen.
Op de onderarmen zijn geen resten van veren of haren teruggevonden. De rest van het lichaam toont echter uitgebreide afdrukken van schubben. Die zijn groot en rechthoekig op de buik en de onderkant van de staart en kleiner en zeshoekig op de ledematen. Een combinatie van schubben en veren is al van de moderne vogels bekend maar vaak werd gemeend dat een grotendeels beschubde huid het voorkomen van veren onwaarschijnlijk maakte. Concavenator toont aan dat deze conclusie wat voorbarig was. Bij de voet zijn ook de hoornschachten van de teenklauwen te zien, die de beenkern ervan verlengen, en grote zeer dikke en brede voetkussens die vooraan de tenen tot onder de klauw uitsteken, tot bijna de punt toe, zodat ze die beschermen tegen slijtage.
Een studie uit 2015 toonde aan dat de voet een schubbedekking had, een podotheca, die in wezen overeenkwam met die van de moderne vogels waarbij de voetkussens het aantal teenkootjes weerspiegelen. Een verschil is echter dat ze bij vogels min of meer onder de teengewrichten liggen. Dit is de zogenaamde "arthrale toestand". Concavenator toont echter grotendeels de "mesarthrale toestand" zoals ook bij sommige zeer basale vogels, als Sapeornis, waar de grens onder het midden van het kootje ligt. Peer teen kan de situatie echter variëren. De onderkant van de tenen was bedekt met kleine schubjes van minder dan één millimeter doorsnede, haaks op de lengterichting gegroefd, en de voorkant met grote zeshoekige platen. De hoornschacht van de vierde voetklauw toonde tekenen van slijtage. Deze schacht verlengde de beenkern, zelf 61,83 millimeter lang, met 31,78%; de vierde klauw, 48,77 millimeter lang, werd met 41,27% verlengd. De middenvoet liet zien dat bovenaan de randen grotere zeshoekige schubben hadden en de zones in het midden onregelmatige kleine schubjes. Meer naar onderen was het patroon omgekeerd met de grotere schubben in het midden.
In 2018 werd gemeld dat er duidelijke spierafdrukken zichtbaar zijn tussen de doornuitsteeksels van de staart. De onderzijde van de achterste start is bedekt door vierkante schubben.

## Fylogenie
Een cladistische analyse door de beschrijvers uitgevoerd, gaf twee mogelijke posities voor Concavenator in de stamboom: basaal in de Carcharodontosauria buiten de klade die de Neovenatoridae en de Carcharodontosauridae omvat of basaal in de Carcharodontosauridae als meest basale bekende carcharodontosauride.
Een analyse uit 2013 had de volgende uitkomst:
|  | Tyrannotitan                                                  |
|  |                                                               |
|  | \| \| Mapusaurus \| \| \| \| \| \| Giganotosaurus \| \| \| \| |
|  |                                                               |
|  | Mapusaurus                                                    |
|  |                                                               |
|  | Giganotosaurus                                                |
|  |                                                               |

|  | Mapusaurus     |
|  |                |
|  | Giganotosaurus |
|  |                |

|  | Tyrannotitan                                                  |
|  |                                                               |
|  | \| \| Mapusaurus \| \| \| \| \| \| Giganotosaurus \| \| \| \| |
|  |                                                               |
|  | Mapusaurus                                                    |
|  |                                                               |
|  | Giganotosaurus                                                |
|  |                                                               |

|  | Mapusaurus     |
|  |                |
|  | Giganotosaurus |
|  |                |

|  | Tyrannotitan                                                  |
|  |                                                               |
|  | \| \| Mapusaurus \| \| \| \| \| \| Giganotosaurus \| \| \| \| |
|  |                                                               |
|  | Mapusaurus                                                    |
|  |                                                               |
|  | Giganotosaurus                                                |
|  |                                                               |

|  | Mapusaurus     |
|  |                |
|  | Giganotosaurus |
|  |                |

|  | Tyrannotitan                                                  |
|  |                                                               |
|  | \| \| Mapusaurus \| \| \| \| \| \| Giganotosaurus \| \| \| \| |
|  |                                                               |
|  | Mapusaurus                                                    |
|  |                                                               |
|  | Giganotosaurus                                                |
|  |                                                               |

|  | Mapusaurus     |
|  |                |
|  | Giganotosaurus |
|  |                |

|  | Tyrannotitan                                                  |
|  |                                                               |
|  | \| \| Mapusaurus \| \| \| \| \| \| Giganotosaurus \| \| \| \| |
|  |                                                               |
|  | Mapusaurus                                                    |
|  |                                                               |
|  | Giganotosaurus                                                |
|  |                                                               |

|  | Mapusaurus     |
|  |                |
|  | Giganotosaurus |
|  |                |

|  | Tyrannotitan                                                  |
|  |                                                               |
|  | \| \| Mapusaurus \| \| \| \| \| \| Giganotosaurus \| \| \| \| |
|  |                                                               |
|  | Mapusaurus                                                    |
|  |                                                               |
|  | Giganotosaurus                                                |
|  |                                                               |

|  | Mapusaurus     |
|  |                |
|  | Giganotosaurus |
|  |                |

|  | Tyrannotitan                                                  |
|  |                                                               |
|  | \| \| Mapusaurus \| \| \| \| \| \| Giganotosaurus \| \| \| \| |
|  |                                                               |
|  | Mapusaurus                                                    |
|  |                                                               |
|  | Giganotosaurus                                                |
|  |                                                               |

|  | Mapusaurus     |
|  |                |
|  | Giganotosaurus |
|  |                |

|  | Tyrannotitan                                                  |
|  |                                                               |
|  | \| \| Mapusaurus \| \| \| \| \| \| Giganotosaurus \| \| \| \| |
|  |                                                               |
|  | Mapusaurus                                                    |
|  |                                                               |
|  | Giganotosaurus                                                |
|  |                                                               |

|  | Mapusaurus     |
|  |                |
|  | Giganotosaurus |
|  |                |

|  | Tyrannotitan                                                  |
|  |                                                               |
|  | \| \| Mapusaurus \| \| \| \| \| \| Giganotosaurus \| \| \| \| |
|  |                                                               |
|  | Mapusaurus                                                    |
|  |                                                               |
|  | Giganotosaurus                                                |
|  |                                                               |

|  | Mapusaurus     |
|  |                |
|  | Giganotosaurus |
|  |                |

|  | Tyrannotitan                                                  |
|  |                                                               |
|  | \| \| Mapusaurus \| \| \| \| \| \| Giganotosaurus \| \| \| \| |
|  |                                                               |
|  | Mapusaurus                                                    |
|  |                                                               |
|  | Giganotosaurus                                                |
|  |                                                               |

|  | Mapusaurus     |
|  |                |
|  | Giganotosaurus |
|  |                |

|  | Tyrannotitan                                                  |
|  |                                                               |
|  | \| \| Mapusaurus \| \| \| \| \| \| Giganotosaurus \| \| \| \| |
|  |                                                               |
|  | Mapusaurus                                                    |
|  |                                                               |
|  | Giganotosaurus                                                |
|  |                                                               |

|  | Mapusaurus     |
|  |                |
|  | Giganotosaurus |
|  |                |

|  | Tyrannotitan                                                  |
|  |                                                               |
|  | \| \| Mapusaurus \| \| \| \| \| \| Giganotosaurus \| \| \| \| |
|  |                                                               |
|  | Mapusaurus                                                    |
|  |                                                               |
|  | Giganotosaurus                                                |
|  |                                                               |

|  | Mapusaurus     |
|  |                |
|  | Giganotosaurus |
|  |                |

|  | Tyrannotitan                                                  |
|  |                                                               |
|  | \| \| Mapusaurus \| \| \| \| \| \| Giganotosaurus \| \| \| \| |
|  |                                                               |
|  | Mapusaurus                                                    |
|  |                                                               |
|  | Giganotosaurus                                                |
|  |                                                               |

|  | Mapusaurus     |
|  |                |
|  | Giganotosaurus |
|  |                |

|  | Tyrannotitan                                                  |
|  |                                                               |
|  | \| \| Mapusaurus \| \| \| \| \| \| Giganotosaurus \| \| \| \| |
|  |                                                               |
|  | Mapusaurus                                                    |
|  |                                                               |
|  | Giganotosaurus                                                |
|  |                                                               |

|  | Mapusaurus     |
|  |                |
|  | Giganotosaurus |
|  |                |

|  | Tyrannotitan                                                  |
|  |                                                               |
|  | \| \| Mapusaurus \| \| \| \| \| \| Giganotosaurus \| \| \| \| |
|  |                                                               |
|  | Mapusaurus                                                    |
|  |                                                               |
|  | Giganotosaurus                                                |
|  |                                                               |

|  | Mapusaurus     |
|  |                |
|  | Giganotosaurus |
|  |                |

|  | Tyrannotitan                                                  |
|  |                                                               |
|  | \| \| Mapusaurus \| \| \| \| \| \| Giganotosaurus \| \| \| \| |
|  |                                                               |
|  | Mapusaurus                                                    |
|  |                                                               |
|  | Giganotosaurus                                                |
|  |                                                               |

|  | Mapusaurus     |
|  |                |
|  | Giganotosaurus |
|  |                |

|  | Tyrannotitan                                                  |
|  |                                                               |
|  | \| \| Mapusaurus \| \| \| \| \| \| Giganotosaurus \| \| \| \| |
|  |                                                               |
|  | Mapusaurus                                                    |
|  |                                                               |
|  | Giganotosaurus                                                |
|  |                                                               |

|  | Mapusaurus     |
|  |                |
|  | Giganotosaurus |
|  |                |

|  | Tyrannotitan                                                  |
|  |                                                               |
|  | \| \| Mapusaurus \| \| \| \| \| \| Giganotosaurus \| \| \| \| |
|  |                                                               |
|  | Mapusaurus                                                    |
|  |                                                               |
|  | Giganotosaurus                                                |
|  |                                                               |

|  | Mapusaurus     |
|  |                |
|  | Giganotosaurus |
|  |                |

|  | Tyrannotitan                                                  |
|  |                                                               |
|  | \| \| Mapusaurus \| \| \| \| \| \| Giganotosaurus \| \| \| \| |
|  |                                                               |
|  | Mapusaurus                                                    |
|  |                                                               |
|  | Giganotosaurus                                                |
|  |                                                               |

|  | Mapusaurus     |
|  |                |
|  | Giganotosaurus |
|  |                |

|  | Tyrannotitan                                                  |
|  |                                                               |
|  | \| \| Mapusaurus \| \| \| \| \| \| Giganotosaurus \| \| \| \| |
|  |                                                               |
|  | Mapusaurus                                                    |
|  |                                                               |
|  | Giganotosaurus                                                |
|  |                                                               |

|  | Mapusaurus     |
|  |                |
|  | Giganotosaurus |
|  |                |

|  | Tyrannotitan                                                  |
|  |                                                               |
|  | \| \| Mapusaurus \| \| \| \| \| \| Giganotosaurus \| \| \| \| |
|  |                                                               |
|  | Mapusaurus                                                    |
|  |                                                               |
|  | Giganotosaurus                                                |
|  |                                                               |

|  | Mapusaurus     |
|  |                |
|  | Giganotosaurus |
|  |                |

|  | Tyrannotitan                                                  |
|  |                                                               |
|  | \| \| Mapusaurus \| \| \| \| \| \| Giganotosaurus \| \| \| \| |
|  |                                                               |
|  | Mapusaurus                                                    |
|  |                                                               |
|  | Giganotosaurus                                                |
|  |                                                               |

|  | Mapusaurus     |
|  |                |
|  | Giganotosaurus |
|  |                |

|  | Tyrannotitan                                                  |
|  |                                                               |
|  | \| \| Mapusaurus \| \| \| \| \| \| Giganotosaurus \| \| \| \| |
|  |                                                               |
|  | Mapusaurus                                                    |
|  |                                                               |
|  | Giganotosaurus                                                |
|  |                                                               |

|  | Mapusaurus     |
|  |                |
|  | Giganotosaurus |
|  |                |

|  | Tyrannotitan                                                  |
|  |                                                               |
|  | \| \| Mapusaurus \| \| \| \| \| \| Giganotosaurus \| \| \| \| |
|  |                                                               |
|  | Mapusaurus                                                    |
|  |                                                               |
|  | Giganotosaurus                                                |
|  |                                                               |

|  | Mapusaurus     |
|  |                |
|  | Giganotosaurus |
|  |                |

|  | Tyrannotitan                                                  |
|  |                                                               |
|  | \| \| Mapusaurus \| \| \| \| \| \| Giganotosaurus \| \| \| \| |
|  |                                                               |
|  | Mapusaurus                                                    |
|  |                                                               |
|  | Giganotosaurus                                                |
|  |                                                               |

|  | Mapusaurus     |
|  |                |
|  | Giganotosaurus |
|  |                |

|  | Tyrannotitan                                                  |
|  |                                                               |
|  | \| \| Mapusaurus \| \| \| \| \| \| Giganotosaurus \| \| \| \| |
|  |                                                               |
|  | Mapusaurus                                                    |
|  |                                                               |
|  | Giganotosaurus                                                |
|  |                                                               |

|  | Mapusaurus     |
|  |                |
|  | Giganotosaurus |
|  |                |

|  | Tyrannotitan                                                  |
|  |                                                               |
|  | \| \| Mapusaurus \| \| \| \| \| \| Giganotosaurus \| \| \| \| |
|  |                                                               |
|  | Mapusaurus                                                    |
|  |                                                               |
|  | Giganotosaurus                                                |
|  |                                                               |

|  | Mapusaurus     |
|  |                |
|  | Giganotosaurus |
|  |                |

|  | Tyrannotitan                                                  |
|  |                                                               |
|  | \| \| Mapusaurus \| \| \| \| \| \| Giganotosaurus \| \| \| \| |
|  |                                                               |
|  | Mapusaurus                                                    |
|  |                                                               |
|  | Giganotosaurus                                                |
|  |                                                               |

|  | Mapusaurus     |
|  |                |
|  | Giganotosaurus |
|  |                |

|  | Tyrannotitan                                                  |
|  |                                                               |
|  | \| \| Mapusaurus \| \| \| \| \| \| Giganotosaurus \| \| \| \| |
|  |                                                               |
|  | Mapusaurus                                                    |
|  |                                                               |
|  | Giganotosaurus                                                |
|  |                                                               |

|  | Mapusaurus     |
|  |                |
|  | Giganotosaurus |
|  |                |

|  | Tyrannotitan                                                  |
|  |                                                               |
|  | \| \| Mapusaurus \| \| \| \| \| \| Giganotosaurus \| \| \| \| |
|  |                                                               |
|  | Mapusaurus                                                    |
|  |                                                               |
|  | Giganotosaurus                                                |
|  |                                                               |

|  | Mapusaurus     |
|  |                |
|  | Giganotosaurus |
|  |                |

|  | Tyrannotitan                                                  |
|  |                                                               |
|  | \| \| Mapusaurus \| \| \| \| \| \| Giganotosaurus \| \| \| \| |
|  |                                                               |
|  | Mapusaurus                                                    |
|  |                                                               |
|  | Giganotosaurus                                                |
|  |                                                               |

|  | Mapusaurus     |
|  |                |
|  | Giganotosaurus |
|  |                |

|  | Tyrannotitan                                                  |
|  |                                                               |
|  | \| \| Mapusaurus \| \| \| \| \| \| Giganotosaurus \| \| \| \| |
|  |                                                               |
|  | Mapusaurus                                                    |
|  |                                                               |
|  | Giganotosaurus                                                |
|  |                                                               |

|  | Mapusaurus     |
|  |                |
|  | Giganotosaurus |
|  |                |

De studies uit 2018 bevestigden de basale positie in de Carchardontosauridae. Concavenator mist in de schedel en onderkaken zes kenmerken van afgeleide carcharodontosauriden: de ornamentering van het buitenste bovenkaaksbeen, een opstaande horizontale richel op de onderzijde van het jukbeen, de vergroeiing van het prefrontale en het traanbeen, de "kin" onder de voorste onderkaken, een verlaagde verdelende richel van het onderste kaakgewricht en een verbrede vierkante voorste punt van het dentarium.

## Levenswijze
Het gebied waar Concavenator gevonden werd, bestond uit een subtropisch moerasland met een nat en een droog seizoen. De gemiddelde temperatuur van de koudste maand was 20 °C, van de heetste maand 44 °C. De meeste soorten die werden aangetroffen zijn typische moerasbewoners. Concavenator valt daar niet onder dus werd in 2018 aangenomen dat het individu van het holotype bij toeval in het moeras verzeild was geraakt.